# Lưu Diễm
Lưu Diễm (chữ Hán: 劉琰, 1210 -?), là một nhà khoa bảng Việt Nam.

## Cuộc đời
Lưu Diễm quê ở thôn Vĩnh Trị, xã Hoằng Quang, huyện Hoằng Hóa, tỉnh Thanh Hóa ngày nay.
Năm 1232, Lưu Diễm đỗ đệ nhất giáp kỳ thi Thái học sinh năm Nhâm Thìn (niên hiệu Kiến Trung thứ 8), đời vua Trần Thái Tông, cùng Trương Hanh. Đỗ đệ nhị giáp khoa thi này là Đặng Diễn, Trịnh Phẫu còn đệ tam giáp là Trần Chu Phổ.
Lưu Diễm làm quan đến chức Đông Các đại học sĩ. Năm 1239, anh trai của ông là Lưu Miễn cũng đỗ Thái học sinh đệ nhất giáp. Việc một nhà, một làng có hai người đỗ đầu đại khoa được xem như là một kỳ tích.